# Andreninae
Andreninae zijn een onderfamilie van vliesvleugeligen (Hymenoptera) uit de familie Andrenidae.

## Taxonomie
De volgende geslachten zijn bij de familie ingedeeld:
- Alocandrena
- Ancylandrena
- Andrena
- † Andrenopteryx
- Euherbstia
- Megandrena
- Orphana